# Jeanine Assani Issouf
Jeanine Assani Issouf (ur. 17 sierpnia 1992 w Marsylii) – francuska lekkoatletka specjalizująca się w trójskoku.
Dziewiąta zawodniczka juniorskich mistrzostw Europy w Tallinnie (2011). W 2014, bez awansu do finału, startowała na halowym czempionacie Starego Kontynentu w Pradze. W 2015 zajęła 9. miejsce podczas mistrzostw świata w Pekinie. Siódma zawodniczka halowego czempionatu w Portlandzie (2016).
Złota medalistka mistrzostw Francji oraz reprezentantka kraju na drużynowych mistrzostwach Europy.
Rekordy życiowe: stadion – 14,43 (8 lipca 2018, Albi) / 14,48w (16 lipca 2017, Marsylia); hala – 14,17 (27 lutego 2016, Aubière).

## Osiągnięcia
| Rok  | Impreza                                 | Miejsce        | Lokata            | Wynik |
| ---- | --------------------------------------- | -------------- | ----------------- | ----- |
| 2011 | Mistrzostwa Europy juniorów             | Tallinn        | 9. miejsce        | 12,80 |
| 2014 | Superliga drużynowych mistrzostw Europy | Brunszwik      | 8. miejsce        | 13,28 |
| 2015 | Halowe mistrzostwa Europy               | Praga          | el. – 15. miejsce | 13,71 |
| 2015 | Superliga drużynowych mistrzostw Europy | Czeboksary     | 6. miejsce        | 13,97 |
| 2015 | Mistrzostwa świata                      | Pekin          | 9. miejsce        | 14,12 |
| 2016 | Halowe mistrzostwa świata               | Portland       | 7. miejsce        | 14,07 |
| 2016 | Mistrzostwa Europy                      | Amsterdam      | el. – 13. miejsce | 13,80 |
| 2016 | Igrzyska olimpijskie                    | Rio de Janeiro | el. – 19. miejsce | 13,97 |
| 2017 | Halowe mistrzostwa Europy               | Belgrad        | el. – 9. miejsce  | 13,94 |
| 2017 | Superliga drużynowych mistrzostw Europy | Lille          | 3. miejsce        | 14,00 |
| 2017 | Mistrzostwa świata                      | Londyn         | el. – 18. miejsce | 13,87 |
| 2018 | Mistrzostwa Europy                      | Berlin         | 7. miejsce        | 14,12 |
| 2019 | Halowe mistrzostwa Europy               | Glasgow        | el. – 11. miejsce | 13,74 |